# Palazzo Bartolini-Salimbeni

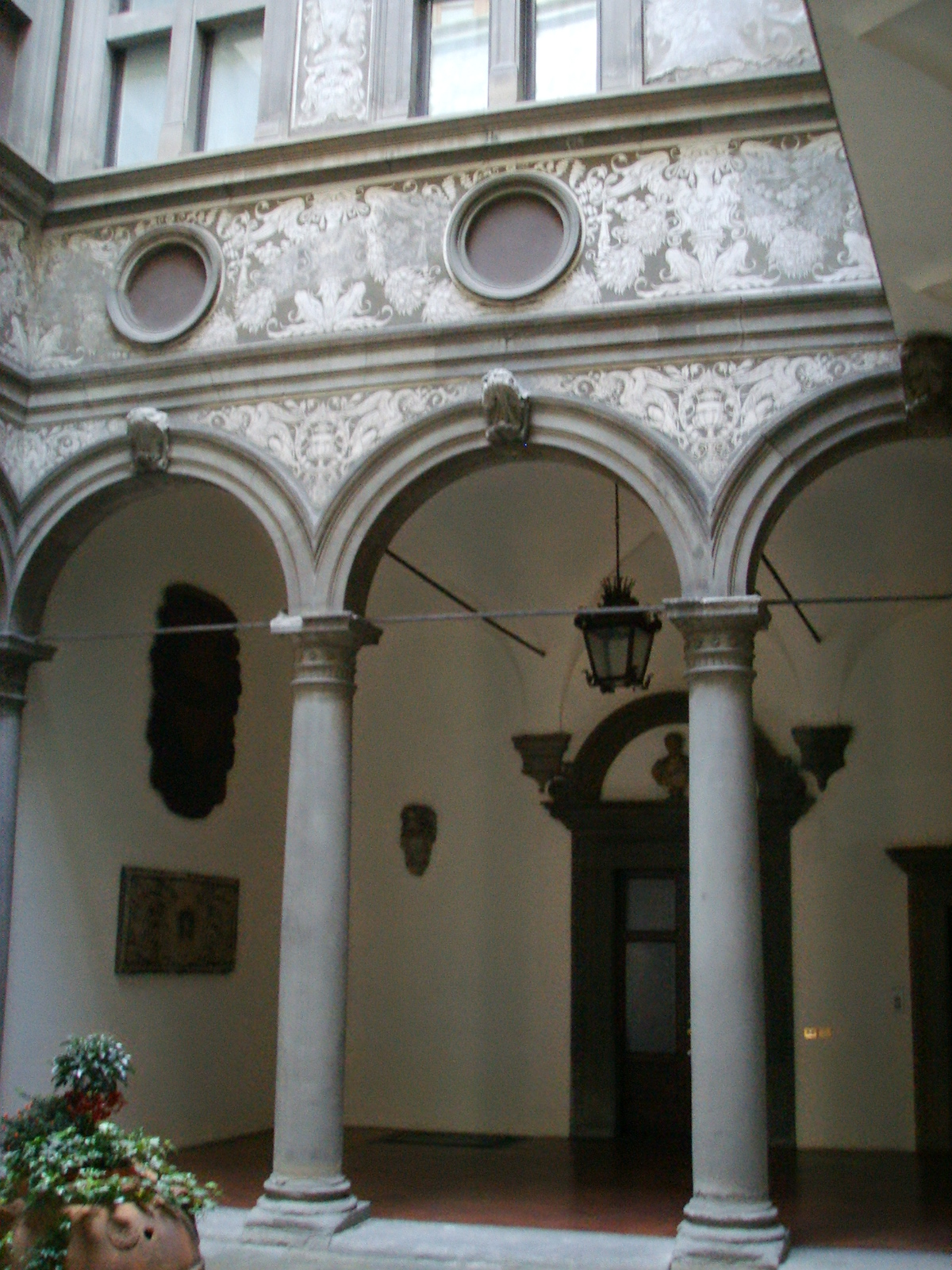
Le cortile

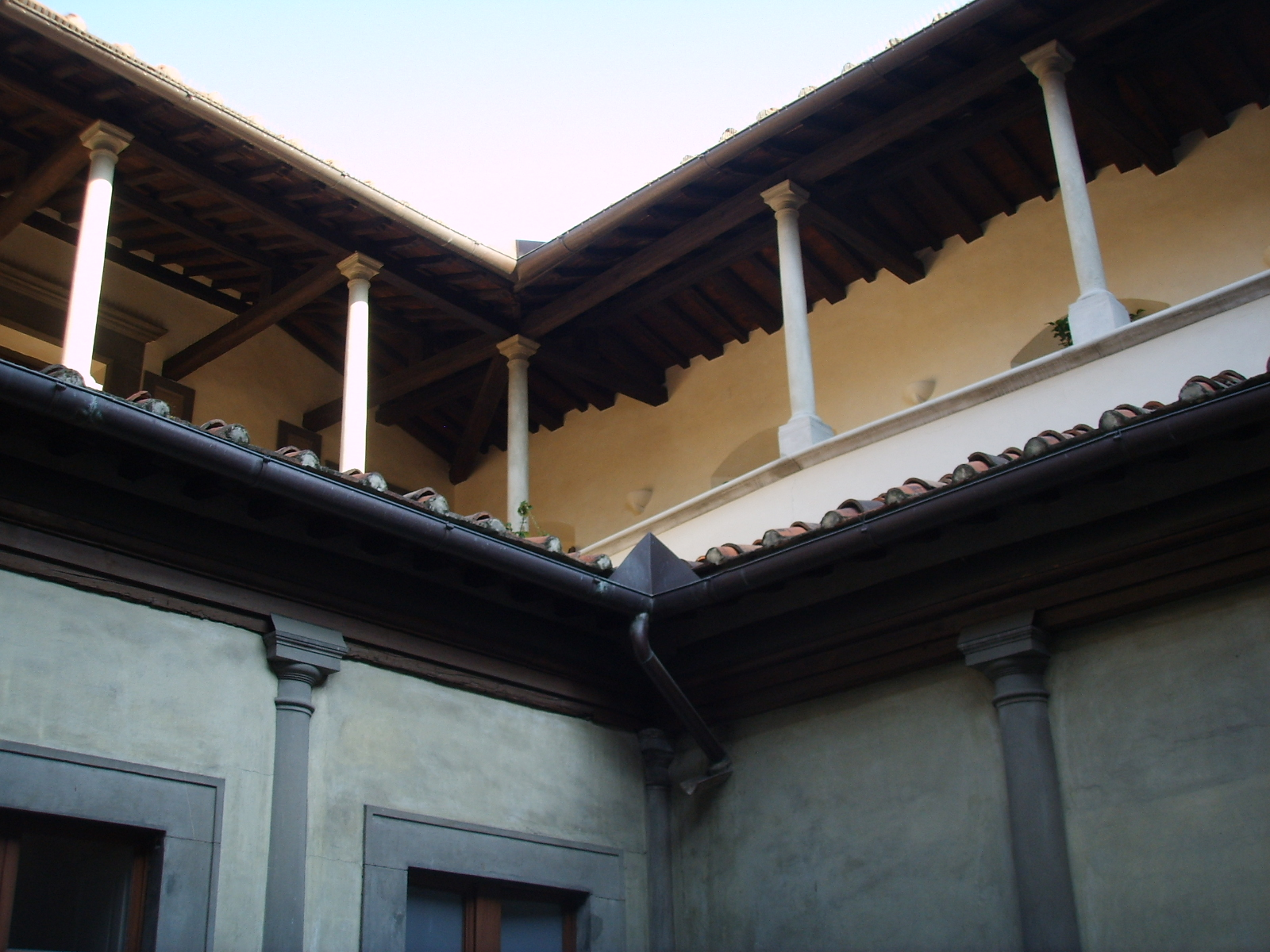
La loggetta

Le Palazzo Bartolini-Salimbeni est un palais de la renaissance tardive du centre historique de la ville de Florence situé  entre la  Piazza Santa Trinita et la  Via Tornabuoni, en face de la  Colonna della Giustizia.

## Histoire
Anciennement ici se trouvait la maison des Soldanieri, qui y tenaient une auberge, passée ensuite à la famille Dati, acquise par Bartolomeo Bartolini-Salimbeni (en référence à ses origines de l'ancienne famille de Sienne) pour sa résidence à son départ du Palazzo Bartolini-Torrigiani en 1555.
Le palais fut édifié par Baccio d'Agnolo entre le 27 février 1520 et mai 1523, comme nous en informe il Libro della muraglia, un livre de comptes dans lequel le commanditaire Giovanni Bartolini notait tous les frais entrepris pour la réalisation du palais de famille, qui y indique que l'architecte a été rétribué de deux florins d'or par mois.
Les Bartolini-Salimbeni y  habitèrent jusqu'aux premières années de l'Ottocento. Loué à un couple d'étrangers, il est ouvert en 1839 comme Hôtel du Nord, où séjournent quelques personnalités illustres en visite à Florence, parmi lequel Herman Melville. En  1863 le palais  fut acquis par le Prince Pio de Savoie et divisé en plusieurs propriétés, réunifié pendant le siècle suivant. Restauré en  1961, il est depuis une propriété privée.

## Architecture
Le palais est important pour comprendre l'architecture résidentielle florentine parce qu'il fut le premier construit en style renaissance à la romaine : d'abord critiqué, il fut ensuite copié et marqua le passage fondamental  de l'art renaissance à celui  du maniérisme.
La façade comporte de nombreuses nouveautés, méconnues des palais précédents : des ouvertures encadrées de colonnes  et des fenêtres rectangulaires surmontées de tympans à fronton triangulaire ou en arc, à la place des ouvertures en arc traditionnelles, leur division en croisée de pierre et leurs pilastres, les niches du premier étage (qui ont comporté un temps des statues, retirées à cause des critiques invoquant leur place plus adaptée aux  façades des églises), les arêtes renforcées de pierres aux angles, les corniches marcapiano (marquant les étages), dotées de frise et  fortement saillantes, créant ainsi des ombres très nettes, un effet plastique méconnu des palais du Quattrocento.
Le portail avec ses deux colonnes aux flancs à entablement en architrave, frise, cadre et tympan.
La façade emploie des pierres différentes (pietra forte, de couleur giallognola, pietra serena, gris foncé, et bigia, gris clair) qui ensemble composent des effets de clair-obscur.
Son style, aussi original pour Florence, fait peser sur Baccio d'Agnolo de nombreuses critiques, comme nous le rapporte Vasari dans le Vite. Pour y répondre l'architecte fera graver sur le portail l'inscription  Carpere promptius quam imitari (Critiquer est plus facile qu'imiter).
Sur les fenêtres une autre inscription figure en italien : Per non dormire (Pour ne pas dormir), devise de la famille Salimbeni reprise par Gabriele D'Annunzio.
Les armoiries de la famille figurent sur la frise du premier étage avec leurs trois pavots.
Une voûte en berceau permet d'accéder à la cour centrale, classique et plus sobre que la façade en péristyle sur trois côtés. Le quatrième côté présente un arc  barré pour soutenir les étages supérieurs.
Des décorations à grotesques en monochrome remplissent les murs jusqu'au second étage.
La frise comporte des ouvertures en oculus qui étaient destinées à recevoir des médaillons en bas-relief.
Une loggetta, peut-être exécutée dans un second temps, domine le palais, placée en arrière pour ne pas être visible de la cour ni de l'extérieur.

## Sources
- (it) Cet article est partiellement ou en totalité issu de l’article de Wikipédia en italien intitulé « Palazzo Bartolini Salimbeni » (voir la liste des auteurs).